# Nagebarsche
Die Nagebarsche (Girellidae) sind Meeresfische aus der Gruppe Barschverwandten (Percomorphaceae). Sie kommen vor allem im zentralen Pazifik von den Philippinen bis Australien vor. Girella nigricans lebt vor der Küste Kaliforniens und Graus nigra vor der Küste Chiles. Einzige Art im Atlantik ist Girella zonata. Nagebarsche leben an Felsküsten und in Tangwäldern.

## Merkmale
Nagebarsche werden 15 bis 71 cm lang, sind im Allgemeinen hochrückig und besitzen eine durchgehende Rückenflosse. Die Fische sind vor allem Algenfresser und haben zahlreiche Anpassungen in ihrer Kieferanatomie, um die Algen vom Fels abzunagen. Einige schneidezahnartige Zähne im Vorderkiefer und die schnellen Fressbewegungen der Kiefer führten zu ihrem deutschen Namen. Der Gaumen ist unbezahnt. Ihre Maxillaren werden größtenteils von den Suborbitalia verdeckt. Die Rückenflosse hat 7 bis 16 Flossenstacheln.

## Systematik
Die Nagebarsche werden im Allgemeinen als Unterfamilie den Steuerbarschen (Kyphosidae) zugerechnet (Nelson, 2006), in neueren Systematiken und phylogenetische Untersuchungen aber in den Rang einer eigenständigen Familie gestellt. Sie sind nah mit den Steuerbarschen, den Schnabelbarschen (Oplegnathidae), den Grunzbarschen (Terapontidae) und Flaggenschwänzen (Kuhliidae) verwandt.

## Gattungen und Arten
Bisher wurden 19 Arten in zwei Gattungen beschrieben, von denen eine monotypisch ist, also nur eine Art enthält:
- Gattung Girella

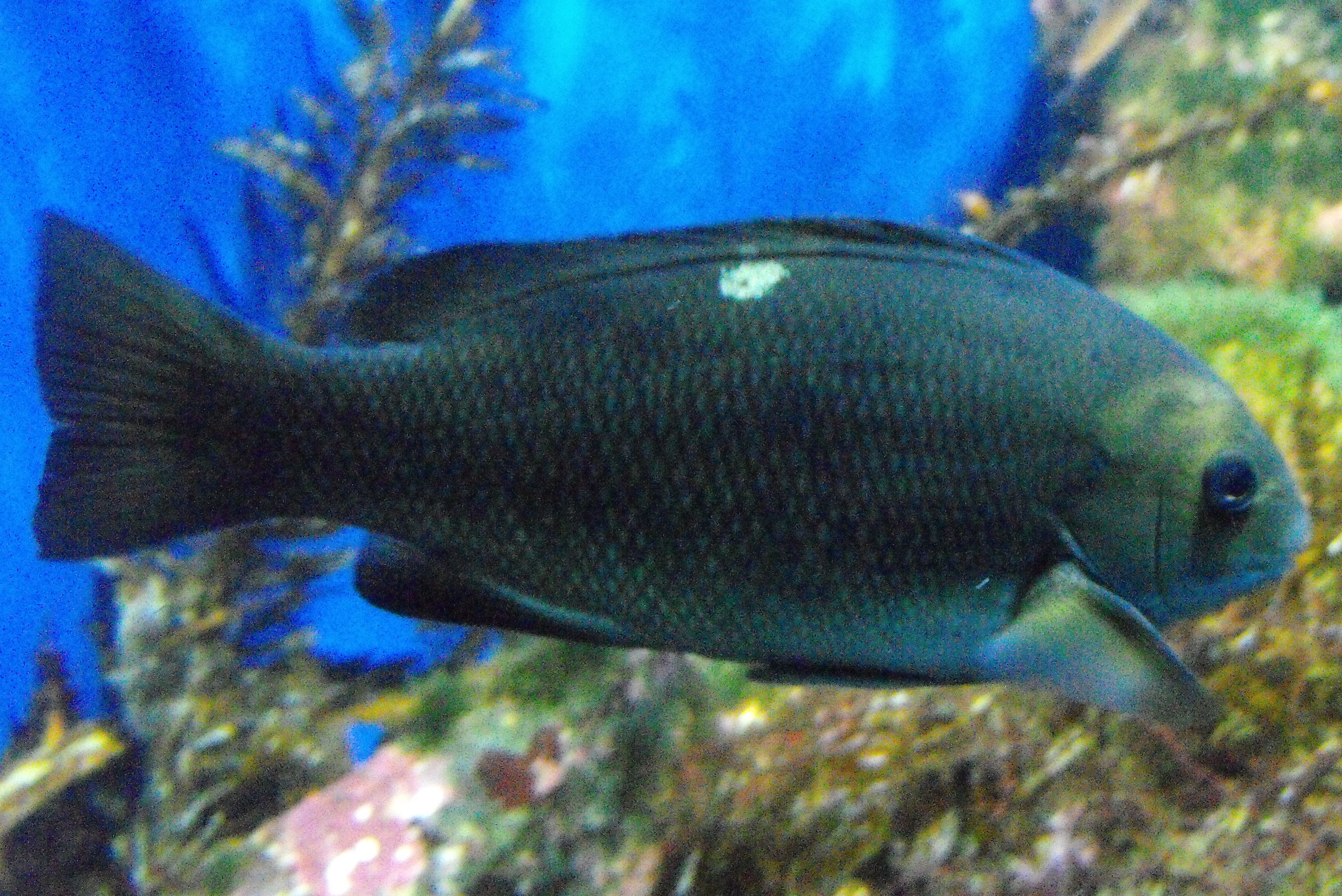
Girella nigricans

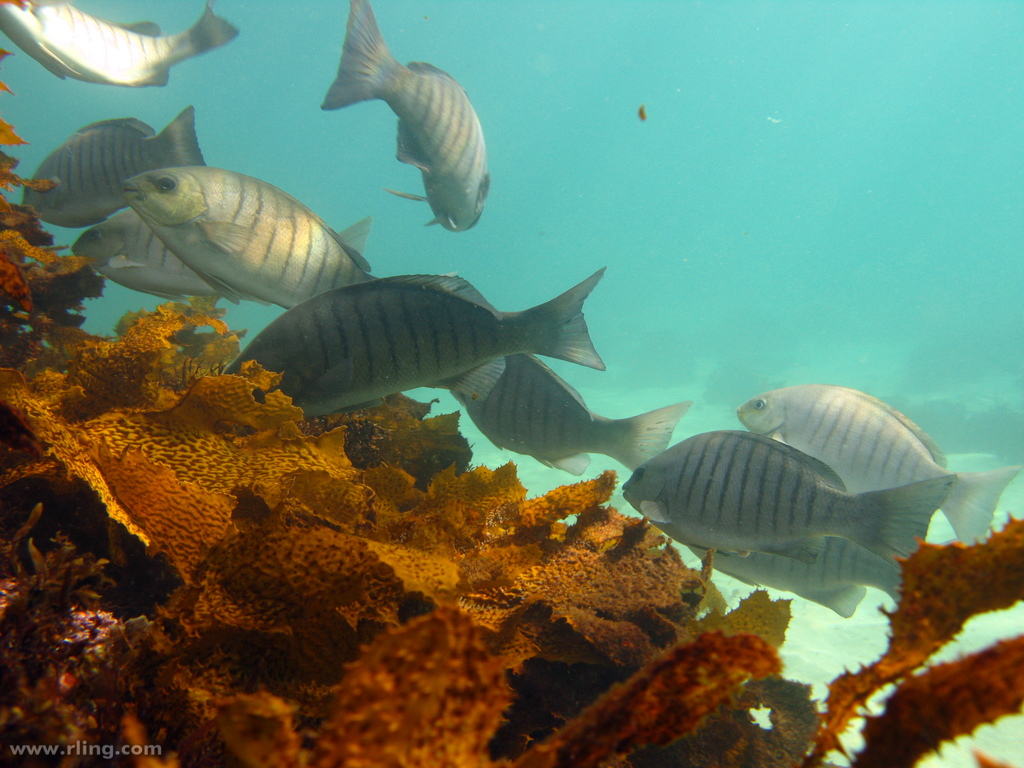
Girella tricuspidata

  - Girella albostriata Steindachner, 1898.
  - Girella cyanea Macleay, 1881.
  - Girella elevata Macleay, 1881.
  - Girella feliciana Clark, 1938.
  - Girella fimbriata (McCulloch, 1920).
  - Girella freminvillii (Valenciennes, 1846).
  - Girella laevifrons (Tschudi, 1846) = Doydixodon laevifrons (Tschudi, 1846)
  - Girella leonina (Richardson, 1846).
  - Girella mezina Jordan & Starks, 1907.
  - Girella nebulosa Kendall & Radcliffe, 1912.
  - Girella nigricans (Ayres, 1860).
  - Girella punctata Gray, 1835.
  - Girella simplicidens Osburn & Nichols, 1916.
  - Girella stuebeli Troschel, 1866.
  - Girella tephraeops (Richardson, 1846).
  - Girella tricuspidata (Quoy & Gaimard, 1824).
  - Girella zebra (Richardson, 1846).
  - Girella zonata Günther, 1859.
- Gattung Graus
  - Graus nigra Philippi, 1887.